# PACTOR
PACTOR (PACket Teleprinting Over Radio) est un ensemble de trois protocoles destinés à la transmission de messages binaires sur les bandes radios. Ces protocoles sont utilisés par les radioamateurs, des stations marines et par les secours de catastrophe.

## Description
PACTOR a pour objectif de concilier les avantages du packet radio (efficacité en termes de bande passante utilisée) et du mode AMTOR (correction d'erreur, demande automatique de réémission), d'où son nom. La modulation utilisée est de type FSK.
Il existe plusieurs versions de PACTOR :
- PACTOR I, dans le domaine public, permet d'atteindre des débits de 300 bauds ;
- PACTOR II, compatible avec PACTOR I mais propriétaire, atteint 1 500 bauds ;
- PACTOR III, compatible avec PACTOR I et PACTOR II, propriétaire, atteint 2 500 bauds.

Ces débits peuvent apparaître extrêmement faibles : ils sont établis sur des milliers de kilomètres, avec une bande passante très faible et par temps d'orage (conditions radioélectriques).